# Dan Milisavljevic
Dan Milisavljevic (31 gennaio 1980) è un astronomo canadese, che contribuì alla scoperta di alcuni satelliti di Urano e Nettuno.

## Biografia
Milisavljevic ricevette un diploma alla McMaster University, dove faceva parte del McMaster Arts and Science Programme. Dopo il diploma nel 2004 ottenne la Commonwealth Scholarship per studiare alla London School of Economics. Milisavljevic è attualmente uno studente laureato al Dartmouth College, nel dipartimento di Fisica e Astronomia. Scoprì tre satelliti naturali di Urano: Francisco, Trinculo, Ferdinando, mentre nel 2002 scoprì quattro satelliti minori di Nettuno: Neso, Alimede, Laomedea e Sao.